# ایروکوا

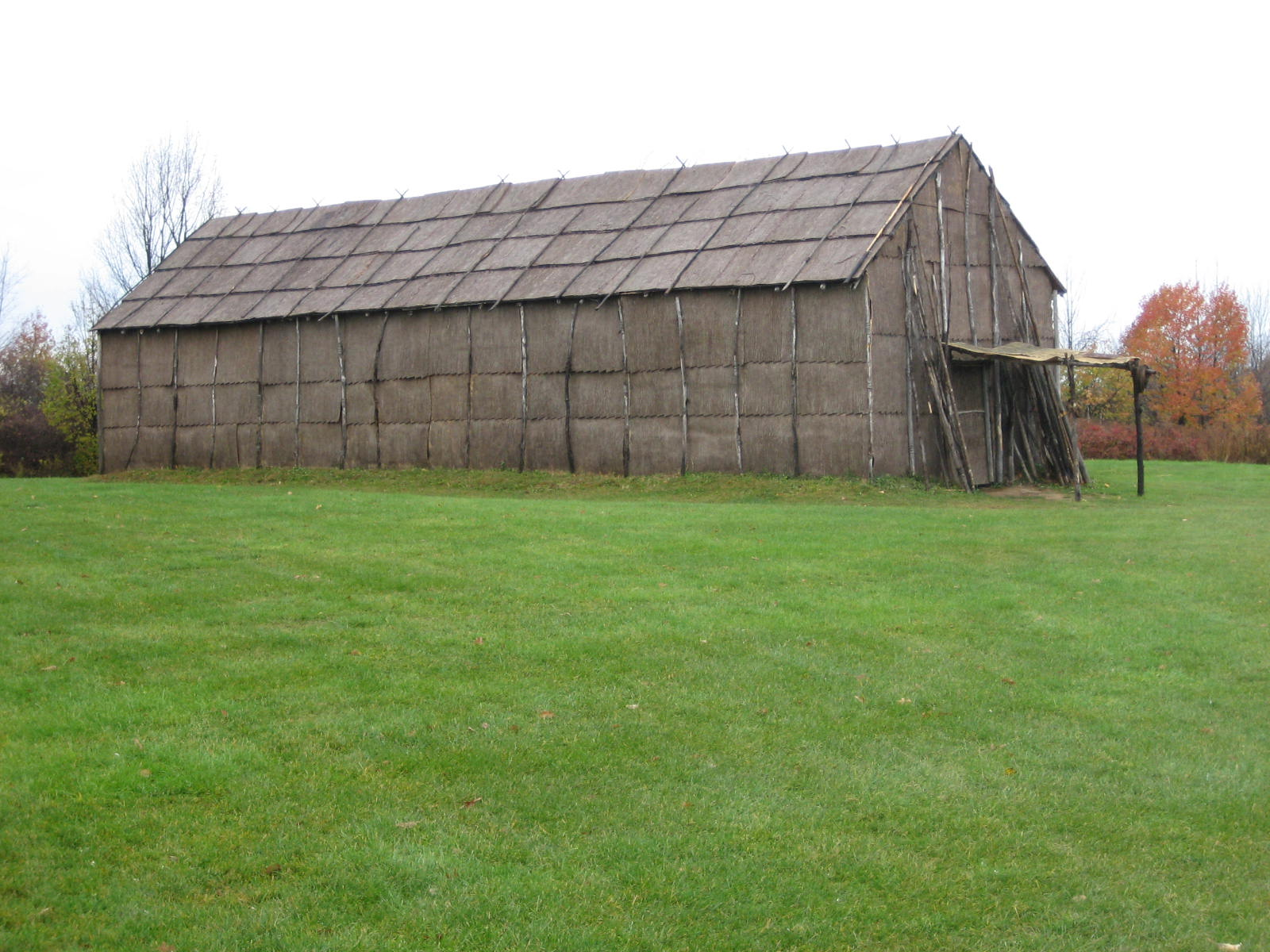
نمونه‌ای از خانه‌های سنتی ایروکوا

ایروکوا (به فرانسوی: Iroquois) همچنین به عنوان پنج ملت، و بعدها به عنوان شش ملت از ۱۷۲۲ به بعد شناخته می‌شوند و گاهی با نام مستعار هادنسونی (به انگلیسی: Haudenosaunee) نامیده می‌شوند، مردمانی سرخ‌پوست هستند که در آمریکای شمالی می‌زیستند. ایروکوا اتحادیه‌ای از مردمان سرخ‌پوست است که در سدهٔ شانزدهم میلادی یا زودتر از گردآمدن پنج تیرهٔ سرخ‌پوست پدید آمد و در آینده اعضای آن به هفت تیره رسیدند. آنها در طول سال‌های استعمار توسط فرانسوی‌ها به عنوان اتحادیه ایروکوا و بعداً به عنوان کنفدراسیون ایروکوا شناخته می‌شدند، در حالی که انگلیسی‌ها آن‌ها را به سادگی «پنج ملت» نامیدند. 
در زمانی که اروپاییان پا به ایالات متحده گذاشتند ایروکواها در شمال غربی ایالات متحده کنونی می‌زیستند. امروزه آنان در آمریکا و کانادا پراکنده‌اند. در کانادا آن‌ها در جنوب کبک و نیز جنوب انتاریو هستند و در آمریکا نیز در نیویورک، ویسکانسین و اوکلاهوما.
زبان‌های فرانسوی، انگلیسی و نیز زبان‌های سرخ‌پوستی میان آن‌ها رواج دارد. همچنین آنها پیرو آیین‌های مسیحیت و دین لانگهاوس می‌باشند.
در سرشماری سال ۲۰۰۰ در آمریکا ۸۰،۸۲۲ تن خود را ایروکوا یا ایروکواتبار دانستند.